# 1700 Naval Air Squadron
1700ème Escadron aéronaval
Le 1700 Naval Air Squadron ou 1700 NAS est un escadron de soutien logistique du Fleet Air Arm de la Royal Navy. Il est basé au Royal Naval Air Station Culdrose (RNAF Culdrose) dans les Cornouailles en Angleterre. L'escadron a été formé en 1944 et dissout en 1946. Il a été récemment reformé en 2017.

## Historique
L'escadron s'est formé au RNAS Lee-on-Solent (en) en novembre 1944 en tant qu'escadron de reconnaissance de bombardiers amphibies. Il était équipé de l'hydravion Supermarine Sea Otter et l'escadron rejoignit le HMS Khedive (D62) en janvier 1945 à destination de Sulur en Inde. À leur arrivée, l'escadron a reçu en complément des Supermarine Walrus pour les missions de sauvetage en mer et de déminage. En avril 1945, des avions de l'escadron servaient dans les navires HMS Stalker, Hunter, Khedive, Emperor, Ameer, Attacker et Shah. L'escadron est aussi intervenu à Car Nicobar et au large de l'île de Ko Phuket, pour l'Opération Livery.

### Actuellement
Le 31 octobre 2017, la Force de soutien de l'aviation maritime (MASF)  du RNAS Culdrose a été remise en service en tant que 1700 Naval Air Squadron. L'unité fournit du personnel et un soutien de l'aviation navale aux opérations des navires et des bases terrestres dans le monde.